# I Dream Too Much
I Dream Too Much ist eine US-amerikanische Filmkomödie aus dem Jahr 1935 von John Cromwell, nach einer Erzählung von Elsie Finn und David G. Wittels und dem Libretto der Oper Lakmé von Philippe Gille und Edmond Gondinet.

## Handlung
Die Musikstudentin Annette Monard lebt im Haus ihres Onkels in Südfrankreich. Als sie aus dem Haus schleicht, begegnet sie dem aufstrebenden amerikanischen Komponisten Jonathan Street. Zusammen besuchen sie einen Jahrmarkt. Als Jonathan am nächsten Morgen erwacht, erkennt er, dass er Annette im Vollrausch geheiratet hat. Annette zeigt sich von der beginnenden Panik ihres Ehemannes unbeeindruckt. Sie überzeugt ihn, mit ihr nach Paris zu reisen.
Jonathan beginnt tatsächlich, sich in Annette zu verlieben. Er hört, wie Annette einem Jungen etwas auf einem Karussell vorsingt. Er ermutigt sie, eine Gesangskarriere einzuschlagen. Jonathan arbeitet als Fremdenführer, während Annette als Cabaret-Sängerin auftritt. Ihr Mann ist jedoch von der Tatsache frustriert, dass er für seine Oper Echo and Narcissus keinen Produzenten findet. Zudem lässt sein Stolz nicht zu, dass seine Frau mit ihren Auftritten mehr Erfolg als er hat.
Annette will Jonathan helfen und zeigt das Opernmanuskript dem Theateragenten Paul Darcy. Sie gibt einige Kostproben aus der Oper zum Besten. Zwar ist Darcy von Annette als Sängerin begeistert und lässt sie einen großzügigen Vertrag unterschreiben. Doch Jonathans Oper lehnt er ab. Annette gibt ein äußerst erfolgreiches Debüt. Jonathan erfährt, dass Annette ein Opernhaus in Monte Carlo für die Aufführung seiner Oper bezahlt hat. Aufs Tiefste verletzt verlässt er Annette.
Annette leidet unter der Trennung und trifft auf einen ebenso leidenden Jonathan, der sich als Taxifahrer durchschlägt. Die beiden finden wieder zueinander, doch Jonathans Stolz und Neid behalten die Oberhand. Er schickt sie wieder fort. Mit Darcys Hilfe kann Annette Jonathans Oper zu einem Musical umschreiben und in London zur Aufführung bringen. Nachdem Jonathan mit Ehren überhäuft wird, akzeptiert er seinen Eintritt in die Musicalwelt. Annette und er kommen wieder zusammen. Annette beendet ihre Opernkarriere und wird zu einer einfachen Hausfrau und Mutter.

## Kritiken
Andre Sennwald von der New York Times beschrieb den Film als angenehme kleine Opernkomödie, die allerdings an einem begrenzten Sinn für Humor leide. Dennoch sei die freundlich gestaltet und bewundernswert gespielt.

## Auszeichnungen
Ton-Ingenieur Carl Dreher wurde 1936 in der Kategorie Bester Ton für den Oscar nominiert.

## Hintergrund
Die Premiere der Produktion der RKO Pictures fand am 27. November 1935 statt.
Kleinere Nebenrollen spielen Scotty Beckett, Mischa Auer und Richard Carle.
Die französische Sopranistin Lily Pons ist hier im ersten ihrer drei Filmauftritte zu sehen. Neben dem Titelsong sang Pons auch die Lieder The Jockey on the Carousel, I Got Love und I’m the Echo, die alle von Jerome Kern (Melodie) und Dorothy Fields (Text) komponiert wurden. Aus der Oper Lakmé trug sie zudem den Belle Song vor.